# Simo Nikolić
Sima Nikolić, ou Simo Nikolić, est un footballeur yougoslave né le 28 août 1954 à Brčko (Bosnie-Herzégovine). Il jouait au poste d'avant-centre.

## Biographie
Simo Nikolić dispute 100 matchs en Division 1 française, pour 44 buts inscrits, et 82 matchs en Division 2 française, pour 41 buts inscrits. 
Il réalise sa meilleure performance lors de la saison 1980-1981, où il inscrit 21 buts en Division 1 avec l'Olympique lyonnais. En Division 1, il inscrit trois buts face à Sochaux en février 1981, trois buts face à Nancy en mars 1981, trois buts contre Angers en avril 1981, et enfin trois buts face à Bastia en septembre 1981.

## Carrière
- 1974-1977 : Partizan Belgrade -  Yougoslavie
- 1977-1980 : FK Galenika Zemun -  Yougoslavie
- 1980-1985 : Olympique lyonnais -  France
- 1985-1986 : AS Béziers -  France
- 1986-1987 : FK Zemun -  Yougoslavie

## Source
- Marc Barreaud, Dictionnaire des footballeurs étrangers du championnat professionnel français (1932-1997), L'Harmattan, 1997.